# Macrocarpaea kuepferiana
Macrocarpaea kuepferiana är en gentianaväxtart som beskrevs av Jason Randall Grant. Macrocarpaea kuepferiana ingår i släktet Macrocarpaea och familjen gentianaväxter. Inga underarter finns listade i Catalogue of Life.